# Визенбах (Швабия)
Визенбах (нем. Wiesenbach) — община в Германии, в земле Бавария.
Подчиняется административному округу Швабия. Входит в состав района Гюнцбург. Подчиняется управлению Крумбах. Население составляет 994 человека (на 31 декабря 2010 года). Занимает площадь 11,47 км².